# Lehrbataillon

Verbandsabzeichen des Artillerie-Lehrbataillon: das allgemeine Wappen mit den gekreuzten Schwertern und dem „L“ (für Lehr-) ist umrahmt (Bord) mit der Waffenfarbe der Artillerie „Hochrot“.

Lehrbataillone sind militärische Verbände einer Truppengattung, in denen neue Ausrüstungsgegenstände und Verfahren erprobt werden, bevor sie für alle anderen Bataillone der Truppengattung verbindlich vorgeschrieben werden. Meist sind Lehrbataillone in der Nähe von Truppenschulen (wie z. B. TSH oder Pi-Schule) stationiert und werden auch für Gefechtsvorführungen vor ausländischen Gästen oder Lehrvorführungen für eigene Truppen (vorwiegend Unteroffiziere und Offiziere) eingesetzt.
Da insbesondere die Vorführungen und Erprobungen vor 1918 in erster Linie von Gardetruppenteilen durchgeführt wurden, dienten die wenigen Lehrtruppen in dieser Zeit vor allem der Standardisierung und Vermittlung bereits erprobter Verfahren in der gesamten Armee.
Bei den folgenden Listen von Lehrbataillonen darf nicht übersehen werden, dass es darüber hinaus noch etliche weitere Lehrtruppenteile gibt und gab, die aber als Lehrkompanien, -regimenter, -brigaden oder -divisionen in dieser Liste nicht erscheinen.
Bis 1945 gab es folgende Lehrbataillone:
- Lehr-Infanterie Bataillon, ab 1895 in Potsdam dem 1. Garde-Regiment zu Fuß angegliedert
- Infanterie-Lehr-Bataillon, ab 1920 in Döberitz, später (1939) teilweise im Infanterie-Regiment Großdeutschland aufgegangen

Die Bundeswehr hatte seit ihrer Gründung eine Vielzahl von Lehrbataillonen, hier eine kleine Auswahl:
| Legende |
| ------- |
| aktiv   |

|  | Bezeichnung                                               | (letzter) Standort   | Verbleib                                                                      | Bemerkung |
|  | --------------------------------------------------------- | -------------------- | ----------------------------------------------------------------------------- | --- |
|  | ABC-Abwehrlehrbataillon 210                               | Sonthofen            | aufgelöst (Teilaktiv als Geräte-Einheit)                                      | Aufstellung: 01.04.1980 / Auflösung: 31.03.2005 (Grünten-Kaserne) |
|  | Artillerielehrbataillon 325                               | Munster              | aktiv                                                                         | 2015 aus Panzerartillerielehrbataillon 325 umbenannt |
|  | Artillerielehrbataillon 345                               | Idar-Oberstein       | aktiv                                                                         | 2014 aus Artillerielehrregiment 345 umbenannt |
|  | Aufklärungslehrbataillon 3 „Lüneburg“ (Beiname seit 2008) | Lüneburg             | aktiv                                                                         | bis 2007 Panzeraufklärungslehrbataillon 3 |
|  | Fernmeldelehrbataillon 990                                | Maxhof               | aufgelöst                                                                     | Pöcking-Maxhof / General-Fellgiebel-Kaserne |
|  | Flugabwehrlehrbataillon 610                               | Rendsburg            | 2001 aufgelöst                                                                | später umbenannt in Panzerflugabwehrraketenlehrbataillon 610 |
|  | Gebirgsstabs-/Fernmeldelehrbataillon 8                    | Murnau am Staffelsee | 2006 umbenannt                                                                | Umbenennung in Führungsunterstützungsbataillon 293 |
|  | Panzergrenadier(Lehr)Bataillon 351                        | Hammelburg           | im Rahmen der Heeresstruktur IV 1980 umgegliedert in Jäger(Lehr)Bataillon 351 | 1./351 Stabs- und Versorgungskompanie, 2./3./4./351 Jägerkompanie M113 später SPz Marder, 5./ Schwere Jägerkompanie, RaketenAbwehrZug Cobra später MILAN, Mörserzug 120 mm, Schützenpanzerzug HS 30             |
|  | Jägerlehrbataillon 353                                    | Hammelburg           | 2006 aufgelöst                                                                | bis Oktober 1991 Panzergrenadierlehrbataillon |
|  | Nachschublehrbataillon 130                                |                      | 1972 umbenannt                                                                | Umbenennung in Nachschubbataillon 130 zum 1. Oktober 1972 |
|  | Panzerartillerielehrbataillon 95                          | Munster              | 2002 aufgelöst                                                                | Nach der Auflösung des Panzerartillerielehrbataillons 95 in Munster mit Ablauf des 30. September 2002 war das Panzerartillerielehrbataillon 325 das einzige Brigadeartilleriebataillon der Panzerlehrbrigade 9. |
|  | Panzeraufklärungslehrbataillon 11                         | Munster              | 1997 aufgelöst                                                                | Der Lehrauftrag, der seit 1958 beim Panzeraufklärungslehrbataillon 11 gelegen hatte, ging 1995 auf das Panzeraufklärungsbataillon 3 über.                                                                       |
|  | Panzerflugabwehrkanonenlehrbataillon 6                    | Lütjenburg           | 2012 aufgelöst                                                                | umgegliedert in Panzerflugabwehrkanonenlehrregiment 6, später in Flugabwehrlehrregiment |
|  | Panzergrenadierlehrbataillon                              | Munster              | 1958 umbenannt                                                                | Umbenennung in Panzergrenadierlehrbataillon 92 |
|  | Panzergrenadierlehrbataillon 21                           | Hannover             | 1973 umbenannt                                                                | entstanden 1960 durch Umbenennung Panzergrenadierbataillon 13 Umbenennung 1973 in Panzergrenadierbataillon 21                                                                                                   |
|  | Panzergrenadierlehrbataillon 92                           | Munster              | aktiv                                                                         | entstanden 1958 aus Panzergrenadierlehrbataillon |
|  | Panzergrenadierlehrbataillon 283 (PzGrenLehrBtl 283)      | München              | 1970 aufgelöst                                                                | Aufstellung: 04.1959 als Lehr-Btl der HOS III in der Kronprinz-Rupprecht-Kaserne. Auflösung (bzw. Umbenennung in PzGrenLehrBtl 243) am 04.1970                                                                  |
|  | Panzergrenadierlehrbataillon 332                          | Wesendorf            | 1997 umbenannt                                                                | entstanden 1992 durch Umbenennung Panzergrenadierbataillon 332 Umbenennung 1997 in Panzergrenadierbataillon 332                                                                                                 |
|  | Panzerlehrbataillon 334                                   | Celle                | 2006 aufgelöst                                                                | 1. Oktober 1992 bis 30. Juni 2006 |
|  | Panzerlehrbataillon 91                                    | Munster              | 1992 aufgelöst                                                                | Aufstellung: 02.01.1980 / Auflösung: 30.09.1992 |
|  | Panzerlehrbataillon 93                                    | Munster              | aktiv                                                                         | entstanden 1958 durch Umbenennung Panzerlehrbataillon |
|  | Panzerlehrbataillon 94                                    | Munster              | 1992 aufgelöst                                                                | Aufstellung: 13.10.1961 / Auflösung: 30.09.1992 – Schulz-Lutz-Kaserne |
|  | Pionierbrückenlehrbataillon 230                           | Ingolstadt           | 1997 umgegliedert                                                             | entstanden 1993 aus Amphibisches Pionierbataillon 230 1997 umgegliedert und umbenannt in schweres Pionierlehrbataillon 230                                                                                      |
|  | Pionierlehrbataillon                                      | Ingolstadt           | 1959 umbenannt                                                                | Umbenennung und Umgliederung zum Pionierlehrregiment |
|  | Pionierbataillon 210                                      | München              | 1993 aufgelöst                                                                | Neuaufstellung 1956. Umbenennung „Schweres Pionierlehrbataillon 210“ 1959. Umbenennung „Pionierbataillon 210“ 1981                                                                                              |
|  | Pionierlehrbataillon 220                                  | München              | 1993 aufgelöst                                                                | Aufstellung: 21.04.1981 / Auflösung: 31.10.1993. Entstanden durch Umgliederung und Umbenennung schweres Pionierlehrbataillon 210 (Funkkaserne München)                                                          |
|  | Raketenartillerielehrbataillon 52                         | Hermeskeil           | 2006 aufgelöst                                                                | Aufstellung: 01.04.1993 in Idar-Oberstein (Klotzberg-Kaserne) / Verlegung: 01.10.1996 nach Hermeskeil. |
|  | Raketenartillerielehrbataillon 72                         | Wuppertal            | 1981 umbenannt                                                                | Umbenennung in Raketenartilleriebataillon 72 |
|  | Sanitätslehrbataillon 851                                 | München              | aufgelöst (Teilaktiv als Geräte-Einheit)                                      | Aufstellung: 01.04.1981 / Auflösung: 31.03.1997 (Ernst-von-Bergmann-Kaserne) |
|  | Sanitätslehrbataillon 865                                 | München              | aufgelöst (Teilaktiv als Geräte-Einheit)                                      | Aufstellung: 01.01.1973 / Auflösung: 31.03.1981 |
|  | Sanitätslehrregiment „Niederbayern“                       | Feldkirchen          | aktiv                                                                         | aufgestellt im Juli 2003 aus dem Gemischten Lazarettregiment 12 |
|  | schweres Pionierlehrbataillon 230                         | Ingolstadt           | 2002 aufgelöst                                                                | entstanden 1997 durch Umgliederung und Umbenennung Pionierbrückenlehrbataillon 230 |
|  | Beobachtungspanzerartillerielehrbataillon 51              | Idar-Oberstein       | 2003 aufgelöst                                                                | Aufgestellt 1956 als Artillerielehrbataillon (erster Lehrverband der Artillerie), später umbenannt in Feldartillerielehrbataillon 51                                                                            |